# Разъезд 370 км
Разъезд 370 км (каз. рзд.370 км) — упразднённый разъезд в Карагандинской области Казахстана. Находился в подчинении городской администрации Жезказгана. Входил в состав Кенгирского сельского округа. Код КАТО — 351839806. Ликвидирован в 2010 г.

## Население
В 1999 году население разъезда составляло 12 человек (7 мужчин и 5 женщин). По данным переписи 2009 года, в разъезде проживало 30 человек (17 мужчин и 13 женщин).